# بيل روجرز
بيل روجرز (بالإنجليزية: Bill Rogers)‏ هو سياسي نيوزلندي، ولد في 10 يناير 1887، وتوفي في 6 يوليو 1971 في نيوزيلندا. حزبياً، نشط في حزب العمال النيوزيلندي.